# Магетт Н'Діає
Магетт Н'Діає (фр. Maguette N'Diaye; нар. 1 вересня 1986) — сенегальський футбольний арбітр. Арбітр ФІФА з 2011 року.

## Міжнародні турніри
Він судив у таких великих міжнародних турнірах:
- Юнацький (U-17) чемпіонат Африки 2017 у Габоні
- Чемпіонат африканських націй 2018 у Марокко[2]
- Молодіжний чемпіонат світу 2019 у Польщі[3]
- Кубок африканських націй 2019
- Клубний чемпіонат світу з футболу 2020[4][5]
- Чемпіонат світу з футболу 2022 року в Катарі.[6]